# Raja cortezensis
Raja cortezensis (лат.) — вид хрящевых рыб семейства ромбовых скатов отряда скатообразных. Обитают в субтропических водах восточно-центральной части Тихого океана между 28° с. ш. и 25° с. ш. Встречаются на глубине до 80 м. Их крупные, уплощённые грудные плавники образуют диск в виде ромба со слегка вытянутым рылом. Максимальная зарегистрированная длина 38,5 см. Откладывают яйца. Не являются объектом целевого промысла.

## Таксономия
Впервые вид был научно описан в 1988 году. 

## Ареал
Эти демерсальные скаты обитают у берегов Мексики в Калифорнийским заливе. Встречаются на континентальном шельфе на глубине до 80 м.

## Описание
Широкие и плоские грудные плавники этих скатов образуют диск в виде ромба с вытянутым рылом и закруглёнными краями. На вентральной стороне диска расположены 5 жаберных щелей, ноздри и рот. На длинном хвосте имеются латеральные складки. Максимальная зарегистрированная длина 38,5 см.

## Биология
Подобно прочим ромбовым эти скаты откладывают яйца, заключённые в жёсткую роговую капсулу с выступами на концах. Эмбрионы питаются исключительно желтком. Самцы достигают половой зрелости при длине 34 см. 

## Взаимодействие с человеком
Эти скаты не являются объектом целевого промысла. Могут попадаться в качестве прилова при траловом лове креветок. Данных для оценки Международным союзом охраны природы охранного статуса вида недостаточно.